# Зелов (Немачка)
Зелов (њем. Seelow) град је у њемачкој савезној држави Бранденбург. Једно је од 45 општинских средишта округа Меркиш-Одерланд. Према процјени из 2010. у граду је живјело 5.599 становника. Посједује регионалну шифру (AGS) 12064448.

## Географски и демографски подаци
Зелов се налази у савезној држави Бранденбург у округу Меркиш-Одерланд. Град се налази на надморској висини од 52 метра. Површина општине износи 42,4 km². У самом граду је, према процјени из 2010. године, живјело 5.599 становника. Просјечна густина становништва износи 132 становника/km².

## Међународна сарадња
| Мјесто | Држава | Врста сарадње | Од    |
| ------ | ------ | ------------- | ----- |
|        | Пољска | партнерство   | 2000. |
|        | Пољска | партнерство   | 2000. |
|        | Пољска | партнерство   | 2000. |
| Извор  |        |               |       |